# Sobrado do Antigo Engenho Embiara
O Sobrado do Antigo Engenho Embiara é uma edificação localizada em Cachoeira, município do estado brasileiro da Bahia. Foi tombado pelo Instituto do Patrimônio Histórico e Artístico Nacional (IPHAN) em 1943, através do processo de número 269.

## Arquitetura
A casa e a fazenda eram denominadas “Morgado Real do Embiara”. A primitiva Capela data de 1637, porém o atual sobrado, construído por Bernardino José Aragão, só foi edificado em 1806. Solar rural de dimensões e tratamento palaciano. O partido em “U”, formando um pátio aberto no fundo, foi adotado no século passado em outras casas grandes e engenhos do recôncavo. Possuía estrutura de paredes auto-portantes de alvenaria de pedra e tijolo que suportavam o assoalho do primeiro pavimento e tesouras do telhado. Algumas divisórias do sobrado eram de estuque e seus cômodos se distribuíam em dois pavimentos. O sobrado assenta-se sobre um terrapleno, que forma um “atrium” diante do edifício, tendo como acesso escadaria semicircular de lioz. O sobrado possuía grandes salões, dormitórios e capela. Encontra-se hoje em estado avançado de arruinamento.

## Tombamento
Foi tombado pelo IPHAN em 1943, recebendo tombo de belas artes (Inscrição 270/1943).